# Grado di penetrazione
Il test del grado di penetrazione è una prova standard eseguita sul bitume per valutarne le caratteristiche fisiche e prestazionali. Trattandosi di una prova empirica, le condizioni di esecuzione sono esattamente definite dalle agenzie nazionali di standardizzazione.
In questo test un campione di bitume mantenuto a 25±0,1 °C viene penetrato da un ago di diametro definito sotto un carico di 100 grammi per 5 secondi.
Il grado di penetrazione è il valore della distanza penetrata dall'ago nel campione, espressa in decimi di millimetro (dmm).
Anziché un ago, può essere impiegato un cono, oppure un particolare ago con sommità ogivale.
Lo strumento che consente di eseguire questi test è il penetrometro.